# جائزة موناكو الكبرى 1966
جائزة موناكو الكبرى 1966 هو سباق فورمولا 1 أقيم بتاريخ 22 مايو 1966 في حلبة موناكو، مونت كارلو. كان الأول من أصل 9 في بطولة العالم لسباقات الفورمولا واحد موسم 1966. حلّ البريطاني جاكي ستيورات أولا بينما جاء الإيطالي لورينزو بانديني في المركز الثاني وحصل على المركز الثالث البريطاني غراهام هيل.